# Kilometr zerowy

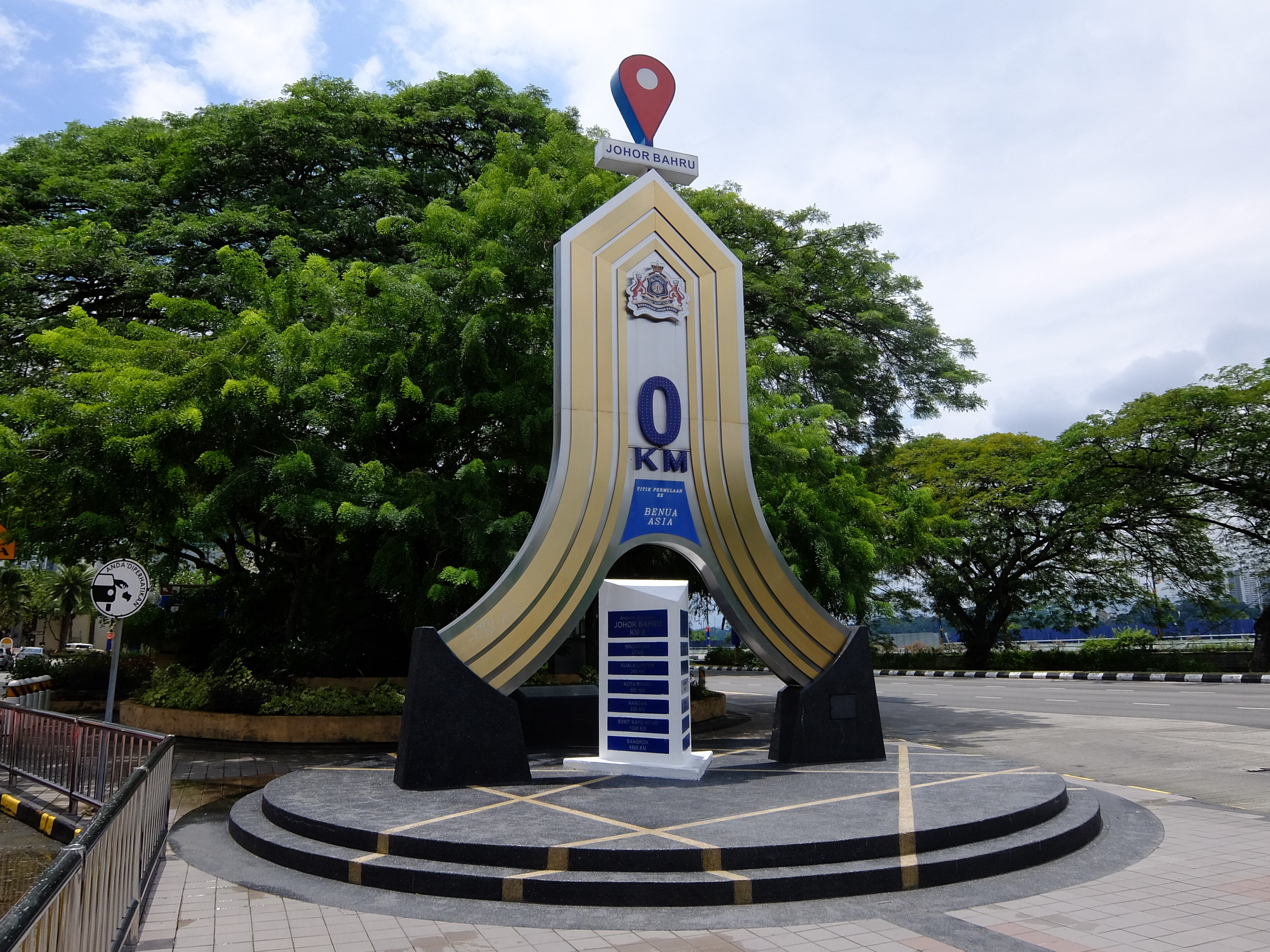
Kilometr zerowy

Kilometr zerowy (również punkt zerowy) – punkt od którego liczy się odległości na mapach i drogowskazach, najczęściej do jakiejś miejscowości lub ujścia rzeki.
W większych miastach kilometr zerowy często bywa specjalnie oznaczony, np. w Paryżu na wyspie Île de la Cité przed katedrą Notre-Dame, a w Madrycie na placu Puerta del Sol.